# Yad
Yad este un program care afișează dialoguri GTK și care întoarce (fie în codul de întoarcere, fie la ieșirea standard) valorile introduse de utilizator. Yad are la origine cod din programul zenity.